# Agali III (aldea)
Agali III o Pueblo de Agali III (en azerí: Üçüncü Ağalı) es un pueblo del Raión de Zangilán de Azerbaiyán. Está ubicado a orillas del Río Hakari.

## Historia
En 1993 el pueblo Agali III fue ocupado por las fuerzas armadas de Armenia durante la primera guerra del Alto Karabaj.
El 28 de octubre de 2020, durante la segunda guerra del Alto Karabaj, el presidente de Azerbaiyán, Ilham Aliyev, anunció la liberación de la aldea de Agali III por las Fuerzas Armadas de Azerbaiyán. 
El 14 de febrero de 2021, el presidente de Azerbaiyán visitó el territorio de las aldeas de Agali I, Agali II y Agali III y anunció que la restauración de estas aldeas comenzaría en los próximos meses. Este pueblo fue uno de los primeros pueblos restaurados en Karabaj.